# Guerra del vodka

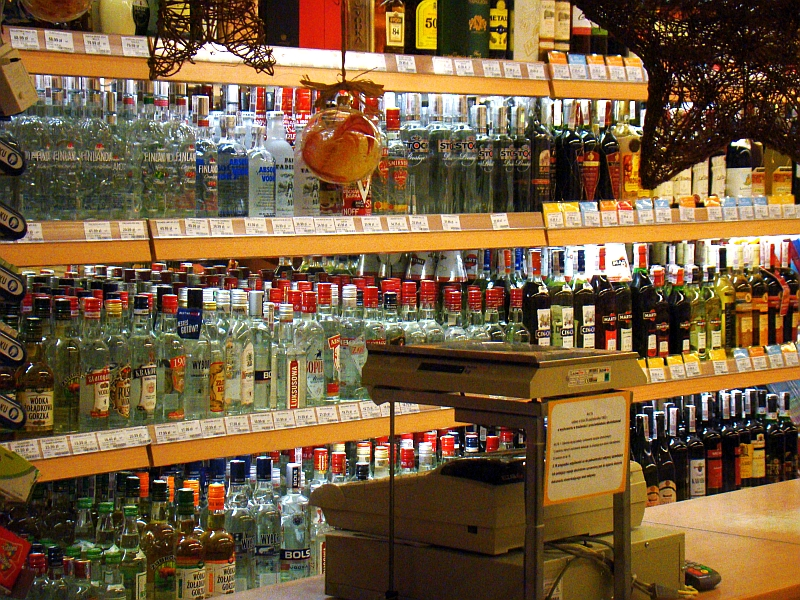
Selecció de vodkes en un supermercat.

La Guerra del Vodka es refereix a les acalorades discussions dins de la Unió Europea sobre la definició quins licors poden ser o no marcats com a "vodka". La guerra va ser provocada per les accions de Diageo, que va començar a comercialitzar el seu Cîroc de begudes com a vodka produït únicament de raïm.
Els països del "Cinturó del vodka" europeu sostenen que només els lictors que es fan exclusivament a partir de sucres de cereals, patates i remolatxa] poden ser de marca vodka. Altres destil·ladors insisteixen en una definició més àmplia. El compromí Schnellhardt, proposat per Horst Schnellhardt, suggereix que vodkes elaborats a partir d'elements que no siguin cereals, patates i melasses han de dir "vodka produït a partir de..." en l'etiqueta.
El 20 febrer de 2006, Polònia va posar una demanda per restringir la definició de vodka dins de la UE, i la mesura va ser recolzada pels països del cinturó de vodka i Alemanya". Aquesta demanda va ser provocada per una proposta de 2005 de la Comissió Europea de dividir la categoria de vodka en diverses subcategories basant-se en el sabor i les matèries primeres.
Si el "Vodka Belt" preval, influirà de manera significativa la 12 mil milions anuals que mou el mercat mundial de vodka. En particular, algunes begudes comercialitzades actualment com el vodka hauran de ser rebatejades.
La qüestió va més enllà de la UE: les opinions s'expressen que l'Estats Units, el productor de vodka de més creixement, si els seus vodkes no tradicionals són expulsats de la UE, pot prendre represàlies a l'Organització Mundial del Comerç.

## Arguments per a la definició restringida
- El vodka ha d'estar clarament definit de la mateixa manera com s'ha fet amb altres licors forts, com l'aiguardent o el whisky, en termes de matèries primeres, la fabricació de processos, etc.
- Aquesta definició serveix a la protecció de la qualitat i l'originalitat del producte, similar a la noció d'acord amb les antigues tradicions establertes de la seva producció, una protecció de marca semblant a la "Denominació d'origen protegida".

## Arguments per definició àmplia
- Els tradicionalistes sostenen que cada vodka té el seu propi sabor diferent.
- L'amenaça de les guerres comercials.
- La proposta és vista com un intent de monopolitzar el mercat del vodka pel Cinturó Vodka
- La restricció pot obstaculitzar la innovació, en l'opinió dels representants del Regne Unit en l'Aliança Europea Vodka[6]
- La restricció pot obstaculitzar les exportacions dels EUA i donar lloc a represàlies, ja que els Estats Units és un dels majors importadors de vodka de la Unió Europea ($ 500 milions)[6]

## Compromís Schnellhardt
L'acord va ser adoptat per la Comissió de Medi Ambient de la Unió Europea el 30 de gener de 2007. Des de llavors, es va negociar amb els ministres d'Agricultura, i s'han proposat nous compromisos, per exemple, el requisit inicial de mida prominent d'impressió es va suggerir a ser esborrat.
El 19 juny 2007 el Parlament Europeu va votar a favor del compromís.
Polònia veu a la decisió de la UE com la "guerra del vodka perduda". El polonès Ryszard Czarnecki, Membre del Parlament Europeu va dir "Els francesos acceptarien xampany destil·lat de les prunes o els britànic whisky provinent d'albercocs? Això sona a heretgia. Així que per favor no es sorprengui que ens neguem a reconèixer com a vodka realitzat a partir de residus ." Productors de vodka polonès van a lluitar per la formació de l'Associació polonesa de vodka, per tal de posar en marxa una campanya de relacions públiques a l'estranger contra la inundació, que s'espera, de vodkes de baixa qualitat barates. Mentre que les marques fortes poloneses, com Wyborowa o Zubrowka, se senten segures, els petits productors es veuen amenaçats per la competència amb productes més barats.